# Fernande Bochatay
Fernande Bochatay (* 23. Januar 1946 in Les Marécottes, Wallis) ist eine ehemalige Schweizer Skirennfahrerin.
Bochatay war Ende der 1960er Jahre eine der erfolgreichsten Läuferinnen der Schweizer Skinationalmannschaft. Bereits im ersten Rennen der Weltcup-Geschichte, dem Slalom von Oberstaufen am 7. Januar 1967, wurde sie Zweite hinter Nancy Greene mit nur 0,10 s Rückstand, beim anderntags folgenden Riesenslalom kam sie auf Rang 3. Von Januar bis Februar 1968 gewann sie drei Weltcuprennen. Bei weiteren 15 Rennen fuhr sie unter die ersten zehn. In der Gesamtwertung der Saison 1968 belegte sie als beste Schweizerin den fünften Rang. Beim Premierensieg im Riesenslalom am 5. Januar 1968 in Oberstaufen war sie – nach einer Rückenverletzung – trotz Einwände ihres Arztes an den Start gegangen.
Bei der Weltmeisterschaft 1966 in Portillo belegte sie im Slalom den 16. Platz. Den grössten Erfolg ihrer Karriere feierte sie 1968 bei den Olympischen Winterspielen in Grenoble, wo sie im Riesenslalom hinter ihrer Dauerrivalin Nancy Greene und der Französin Annie Famose die Bronzemedaille gewann. 

## Weltcupsiege
| Datum            | Ort           | Land        | Disziplin    |
| ---------------- | ------------- | ----------- | ------------ |
| 5. Januar 1968   | Oberstaufen   | Deutschland | Riesenslalom |
| 25. Januar 1968  | Saint-Gervais | Frankreich  | Slalom       |
| 24. Februar 1968 | Oslo          | Norwegen    | Riesenslalom |